# Mangodara (département)
Mangodara est un département du Burkina Faso situé dans la province de la Comoé et dans la région des Cascades. En 2012, le département comptait 51 799 habitants.

## Villages
Le département comprend un village chef-lieu (populations actualisées en 2012) :
- Mangodara (5 915 habitants)

et 70 autres villages :
- Banakélesso (172 habitants)
- Bondokoro-Dioula (304 habitants)
- Bondokoro-Dogossé (1 311 habitants)
- Bounouba (1 288 habitants)
- Dabokiri (115 habitants)
- Dandougou (1 708 habitants)
- Diaradougou (914 habitants)
- Diarakorosso (1 499 habitants)
- Diaya (1 622 habitants)
- Diomanidougou (290 habitants)
- Farakorosso (3 088 habitants)
- Ganso (711 habitants)
- Gnaminadougou (238 habitants)
- Gontiédougou (1 694 habitants)
- Kando (105 habitants)
- Koflandé (3 357 habitants)
- Larabin (648 habitants)
- Linguékoro (424 habitants)
- Logogniégué (1 131 habitants)
- Madiasso (4 929 habitants)
- Massadé-Yirikoro (380 habitants)
- Mouroukoudougou (884 habitants)
- Nérékorosso (281 habitants)
- Niamango (544 habitants)
- Niambrigo (1 206 habitants)
- Noumoutiédougou (3 859 habitants)
- Sakédougou (197 habitants)
- Sirakoro (797 habitants)
- Sokoura-I (1 246 habitants)
- Sokoura-II (2 588 habitants)
- Tiébata (1 060 habitants)
- Tomikorosso (500 habitants)
- Torandougou (2 106 habitants)
- Touroukoro (4 688 habitants)